# السلالة الكاتورية
السلالة الكاتورية كانت سلالة حكمت مع فروعها الجانبية ولاية تشيترال ذات السيادة المستقلة، والتي أصبحت فيما بعد ولاية أميرية، يُجاورها منطقة هندوكوش الشرقية، صمدَت لأكثر من 450 عامًا، من حوالي عام 1570 حتى عام 1947. في ذروة قوتها تحت قيادة مهتار أمان الملك امتدت الأراضي التي تسيطر عليها السلالة من أسمار [الإنجليزية] في وادي كونار [الإنجليزية] إلى شير كيلا [الإنجليزية] في وادي جيلجيت. كان مهتار تشيترال لاعبًا مؤثرًا في السياسة القائمة على القوة في المنطقة، حيث عمل وسيطًا بين حكام بدخشان ، وبشتون يوسفزاي، ومهراجا كشمير [الإنجليزية]، وأمير أفغانستان لاحقًا.

## الحكام
حكام سلالة كاتور مع تاريخ توليهم الحكم
| 1. سانجين علي (الأول) 1560 2. المحترم شاه كاتور (الأول) 1585 3. سانجين علي (الثاني) 1655 4. محمد غلام 1691 5. شاه عالم 1694 6. شاه محمد شافي 1696 7. شاه فرامرد 1717 8. شاه أفضل (الأول) 1724 9. شاه فاضل 1754 10. شاه نواز خان 1757 11. شاه خيرالله 1761 12. شاه محترم شاه كاتور (الثاني) 1788 13. شاه أفضل (الثاني) 1838 14. محترم شاه كاتور (الثالث) 1854 15. أمان الملك 1856 16. أفضَل الملك 1892 17. شِير أفضل 1892 18. نِظام الملك 1892 19. أمِير الملك 1895 20. شجاع الملك 1895 21. ناصر الملك 1936 22. مظفر الملك 1943 23. سيف الرحمن 1949 24. محمد سيف الملك ناصر 1954 25. فتح الملك علي ناصر 2011 |

## قراءة إضافية
- Rahman، Hidayat ur (2011). "The Genealogical History of the Last Royal Families of Chitral and Yasin: A Preliminary Study". Journal of Persianate Studies. ج. 4 ع. 2: 208–232. DOI:10.1163/187471611X600396. مؤرشف من الأصل في 2022-04-18.